# Ctenomys occultus
El tucu-tucu furtivo (Ctenomys occultus) es una especie de roedor histricomorfo de la familia Ctenomyidae endémica de Argentina.

## Númerocromosómico
- 2n = 22